# Герасимов, Тимофей Игоревич
Тимофе́й И́горевич Гера́симов (род. 15 мая 1997, Ростов-на-Дону) — российский профессиональный баскетболист, играющий на позиции разыгрывающего защитника.

## Карьера
В 2014 году в возрасте 17 лет Тимофей присоединился к системе краснодарского клуба «Локомотив-Кубань» и начал выступать за молодёжный состав. В Единой молодёжной лиге ВТБ он провёл 4 сезона и свою лучшую статистику показал в сезоне 2017/2018 — 15,3 очка, 6,3 подбора, 5,1 передачи, 3 перехвата.
В октябре 2017 года Герасимов был признан «Самым ценным игроком» Единой молодёжной лиги ВТБ по итогам месяца. В 6 играх Тимофей в среднем набирал 17,3 очка, 7,3 подбора, 6,0 передачи и 24,7 балла за эффективность.
В декабре того же года Герасимов дебютировал за основную команду «Локомотива-Кубань» в матче Еврокубка против испанского «Бильбао». На площадке он провёл 2 минуты 14 секунд, но не успел отметиться результативными действиями. Кроме того, Тимофей участвовал в матчах 1/4 финала Кубка России против «Пармы».
24 января 2018 года стал известен состав сборной Единой молодёжной лиги ВТБ на «Матч молодых звёзд». По итогам голосования тренеров команд-участниц молодёжной Лиги Герасимов попал в состав команды. Из-за полученной травмы Тимофей не смог принять участие в матче и его заменил Павел Захаров.
В сезоне 2018/2019 Герасимов играл за «Локомотив-Кубань-ЦОП» в Суперлиге-2 и параллельно привлекался к матчам основной команды. В фарм-команде Тимофей принял участие в 17 матчах, набирая в среднем 13 очков, 5,6 подбора и 4,6 передачи.
В январе 2019 года Герасимов перешёл в «Нижний Новгород» на правах аренды до окончания сезона 2018/2019.
Летом 2019 года Герасимов вернулся в «Локомотив-Кубань», а в середине сезона 2019/2020 стал капитаном «Локомотива-Кубань-ЦОП».
24 февраля 2020 года Герасимов установил рекорд результативности сезона в Суперлиге-2. В победном матче против «БАРС-РГЭУ» (85:77) Тимофей набрал 41 очко, 17 подборов, 7 передач и 8 перехватов, а коэффициент эффективности составил 66 баллов.
По итогам досрочно завершённого сезона 2019/2020 в Суперлиге-2 Герасимов был включён в символическую пятёрку турнира как «Лучший атакующий защитник». В составе «Локомотива-Кубань-ЦОП» Тимофей набирал 24,3 очка, 8,2 подбора и 4,4 передачи в среднем за матч.
В июне 2020 года Герасимов подписал 4-летний контракт с «Нижним Новгородом».
В сезоне 2020/2021 Герасимов принял участие в 22 матчах Единой лиги ВТБ и набирал в среднем 1,8 очка, 0,7 передачи и 1,5 подбора. В Лиге чемпионов ФИБА его статистика составила 2,1 очка, 0,3 передачи и 1,4 подбора.
В июле 2021 года Герасимов и «Нижний Новгород» договорились о досрочном расторжении контракта.
Свою карьеру Герасимов продолжил в «Енисее».
В сезоне 2021/2022 статистика Герасимова в 21 матче Единой лиги ВТБ составила 6,6 очка, 3,4 подбора, 3,3 передачи и 1,1 перехвата.
В июне 2022 года Герасимов продлил контракт с «Енисеем».
19 февраля 2023 года Герасимов принял участие в «Матче всех звёзд Единой лиги ВТБ», заменив в составе команды New School Николу Милутинова, получившего травму. В этой игре Тимофей провёл на площадке 12 минут 17 секунд и набрал 9 очков, 3 передачи, 4 подбора и 1 перехват. Также, Герасимов принял участие в конкурсе трёхочковых бросков, где заменил травмированного Тома Эртеля.

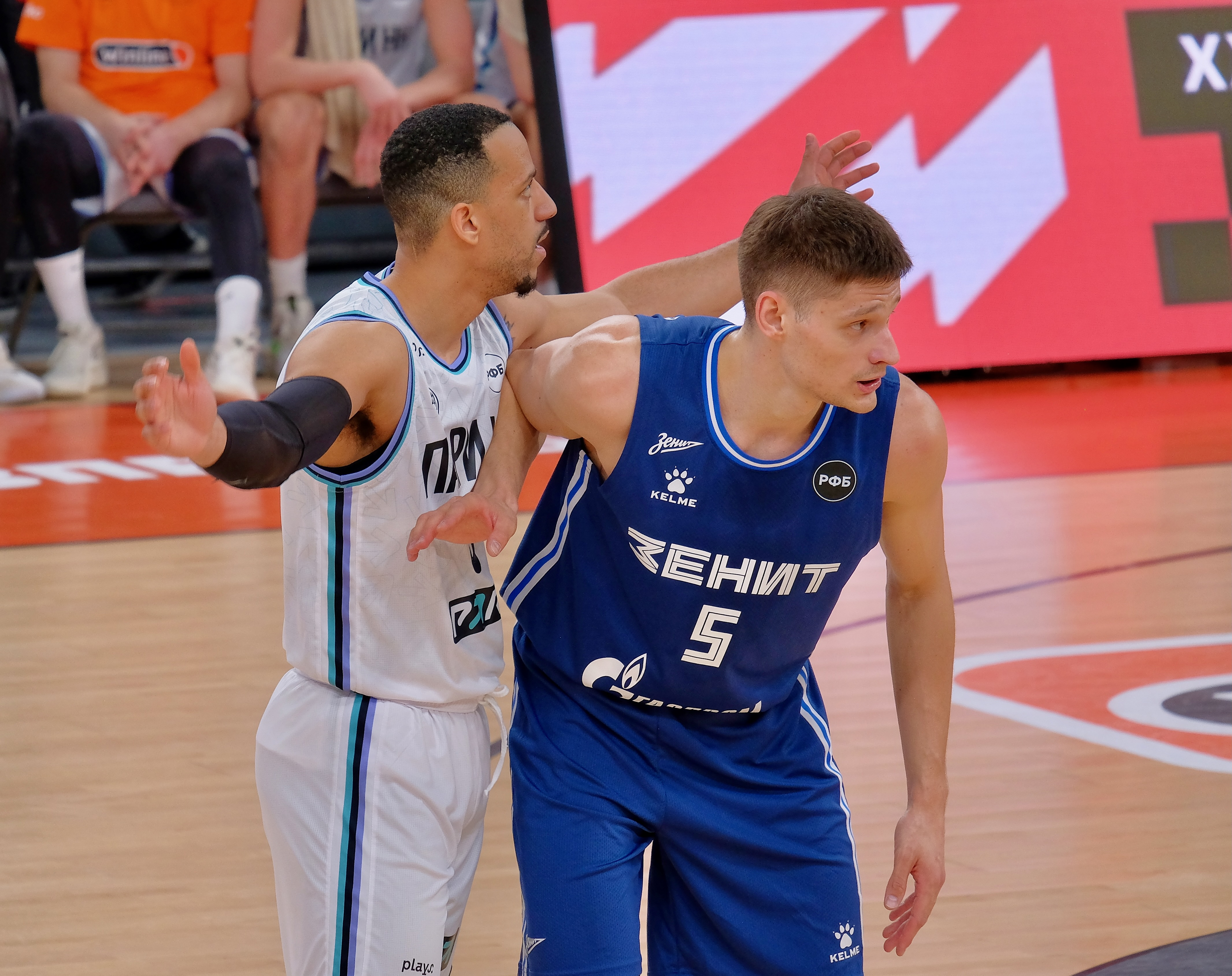
Тимофей Герасимов в составе «Зенита»

В июне 2023 года Герасимов перешёл в «Зенит».
В сезоне 2023/2024 Герасимов стал бронзовым призёром Единой лиги ВТБ и чемпионата России, победителем Суперкубка Единой лиги ВТБ и Кубка России.
В июле 2024 года Герасимов вернулся в «Енисей».
В январе 2025 года Единая лига ВТБ предоставила Герасимову wild card для участия в «Матче всех звёзд». В этом матче Тимофей провёл на площадке 22 минуты 21 секунду и набрал 14 очков, 4 передачи, 6 подборов и 2 перехвата.
В мае 2025 года Герасимов стал игроком «Уралмаша».

## Сборная России
В июле 2017 года Герасимов вошёл в состав сборной России (до 20 лет), которая принимала участие в чемпионате Европы в дивизионе В. Заняв 4 место, игрокам сборной не удалось выполнить задачу по возвращению команды в дивизион А: в матче за 3 место сборная России уступила Великобритании (65:81). В 7 матчах турнира Тимофей набирал 8,3 очка в среднем за игру.
В июне 2019 года Герасимов получил приглашение в открытый тренировочный лагерь для ближайшего резерва мужской сборной России.
В феврале 2022 года Герасимов был вызван на сбор национальной команды для подготовки к двум матчам квалификации Кубка мира-2023 со сборной Нидерландов.
24 февраля 2022 года Герасимов дебютировал в составе сборной России. В матче против Нидерландов (80:69) Тимофей провёл на площадке 21 минуту 38 секунд и набрал 7 очков, 1 передачу, 4 подбора и 1 перехват.
В июне 2022 года Герасимов принял участие в Открытом лагере РФБ для кандидатов в сборную России не старше 25 лет, проходящих в возрастные рамки для участия в студенческих соревнованиях.

## Достижения
- Бронзовый призёр Единой лиги ВТБ: 2023/2024
- Обладатель Суперкубка Единой лиги ВТБ: 2023
- Бронзовый призёр чемпионата России: 2023/2024
- Обладатель Кубка России: 2023/2024
- Серебряный призёр Кубка России: 2018/2019